# انثون أريكسون
انثون أريكسون (بالسويدية: Anthon Eriksson)‏ هو لاعب هوكي الجليد سويدي، ولد في 25 فبراير 1995 في كليكس ‏ في السويد.

## وصلات خارجية
- انثون أريكسون على موقع EliteProspects.com (الإنجليزية)